# 芸妓

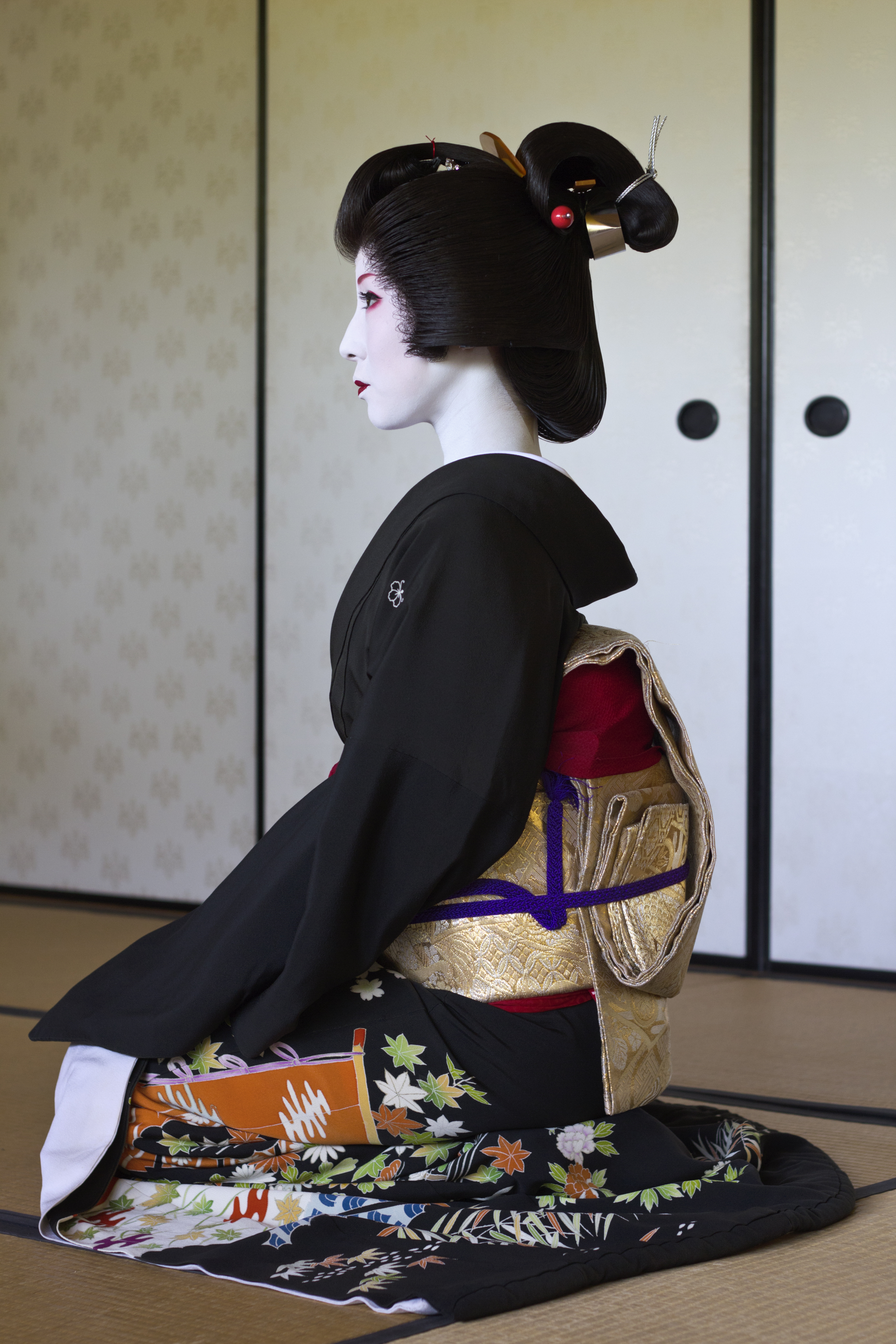
芸妓、京都宮川町

江戸時代から昭和前期に掛けての芸妓（げいぎ、げいこ）は、色街で売春を生業とした売春婦の中でも、技能を有した比較的好待遇の者の呼称。舞踊や音曲・鳴物で宴席に興を添え、客をもてなす女性。芸者・芸子のこと。酒席に侍って各種の芸を披露し、座の取持ちを行う女子のことであり、太夫遊びが下火となった江戸時代中期ごろから盛んになった職業の一つである。
江戸時代には男芸者と女芸者とがあった。江戸時代には京都や大坂で芸者といえば男性である幇間（太鼓持ち）を指し、芸子が女性であったが、明治になると芸者が男性を指すことはなくなり、以降は大阪でも女性を芸者というようになった。京都では芸妓（げいこ）とよばれる。現代では料理屋（料亭）、待合茶屋に出入りする芸者が職業として確立されている。地方の温泉地等コンパニオンと呼ばれる派遣とは、本職の芸妓とは大きく異なる。また、俗に枕芸者と呼ばれるものもは一部の特殊な売春であり、職業としての芸妓・芸者とは全く異なるものである。
呼名・異称・用字にはさまざまなものがある。下記「名称」の項目を参照のこと。

## 名称

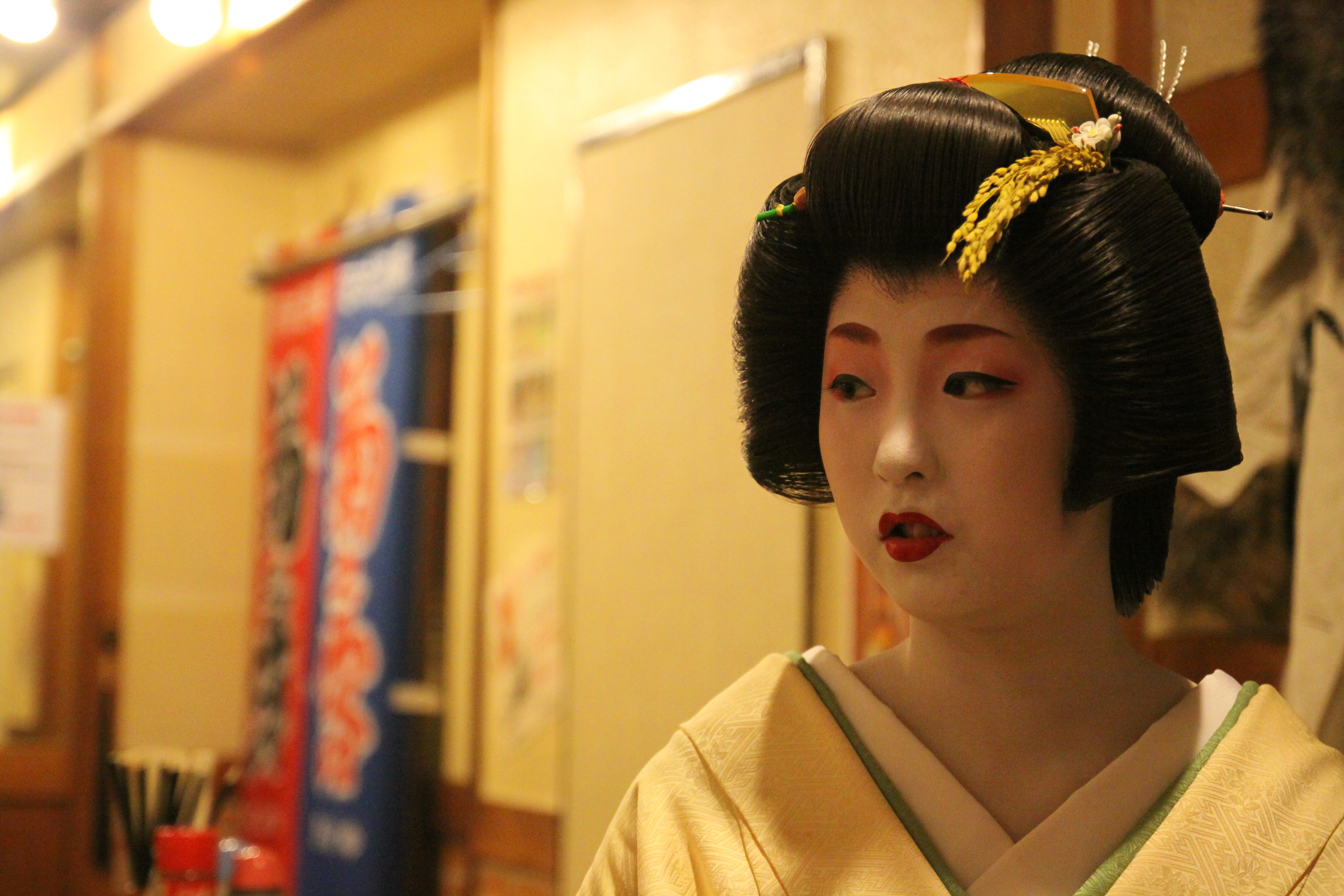
京都宮川町の芸妓

芸妓は、「芸者（女芸者）」、「芸子（げいこ）」と呼ぶのが古い言いかたであるが、明治以降、「芸妓（げいぎ）」という呼名も行われるようになった（本稿ではこの呼名を用いる）。
芸妓は多くの場合、一人前の芸妓と見習とに区別されており、それぞれの名称が地域によって異なる。
- 京都
  - お茶や団子を提供する水茶屋で働く茶立女（ちゃたておんな）が歌舞伎芝居を真似て三味線や踊りを披露するようになったもの。
  - 芸妓を「芸妓（げいこ）」（「芸姑」という表記もあり）、見習を「舞妓（まいこ）」と呼ぶ。
- 東京を中心とする関東地方
  - 芸妓を「芸者」、見習を「半玉（はんぎょく）」・「雛妓（おしゃく）」などと呼ぶ。
- その他の地域
  - 山形、石川
    - 芸妓を「芸妓（げいこ）」、見習を「舞妓（まいこ）」と呼ぶ。
- 兵庫
  - 有馬温泉湯治場であった有馬温泉でお湯の世話をする湯女(ゆな)がルーツ。温泉地であるが関西の奥座敷と格式が高く、色を売る花街には属さない　20歳までの芸妓を半玉(はんぎょく)と呼ぶ。現在県内唯一の芸妓処。

## 装束
一人前の年長芸妓の場合は主として島田髷に引摺り、詰袖の着物、水白粉による化粧（近畿系芸妓は正式にはお歯黒を付けるが現代では通常は付けない/関東系はお歯黒を付けない（関東系遊女は付ける）；どちらも引眉はしない）というのが一般的である（地方などは土地柄によって束髪に普通の化粧という場合もある）。三味線箱を男衆に持たせたりして酒席に赴く。
半玉や舞妓ら年少の芸妓の衣装は、髪形は桃割れ等の少女の髷で、肩上げをした振袖を着る。帯・帯結びも年長芸妓とは異なる。この内、京都の舞妓は、だらりの帯結び、履物はおこぼ（こっぽり）などで知られる。
東京深川の辰巳芸者は「いき」をむねとし、足袋をはかず素足で桐の下駄を履き、羽織をはおることをもってその心意気とする。したがって、辰巳芸者を「“羽織芸者”」、略して「“羽織”」とも呼んだ。
芸妓は、花魁や花嫁のように右手ではなく、左手で着物の褄（つま）を取るので、「左褄（ひだりづま）」と呼ばれることもある。

## 制度
昭和初期の調査では、自発的な就業者は約3割で、大半は現在も続くホストに因る勾引，奴隷商人に因る拉致，親や親族に因る人身売買等で強制的に借金を背負わされた者である。芸妓は通常、置屋に籍を置く。置屋はあくまで芸妓の抱元（タレントでいう所属事務所）であり、客を遊ばせる場所ではない。
江戸では、待合茶屋にあがった客が、茶屋を通して芸妓に指名を掛け（これを「何某を呼ぶ」または「何某を知らせる」という）、揚屋で実際に遊ぶことが一般であった。ただし上方（かみがた）では茶屋と揚屋がひとつになっていて置屋が直接に指名を受ける場合が多く、江戸でも料亭や船宿が直接置屋に指名をかけ、場所を移動せずに遊ぶこともあった。当時、芸妓は遊廓で遊女が来るまでの場つなぎとして呼ばれることが多く、この点が明治以降とはかなり違う。
現在では揚屋はほぼどの土地にも存在しない。その代わりに検番（見番や券番と書かれる例もある）をおいて置屋のとりまとめを行い、芸妓や幇間の大半はこれに所属している。茶屋（または揚屋）にあがった客は、店を介して検番に声をかけ、芸妓を知らせるのである。また、検番では、芸妓の教育をもまとめて行っている場合が多い。

### 児童虐待防止法
1933年（昭和8年）、14歳未満の児童の虐待防止を目的とした児童虐待防止法が施行。虐待行為の一つとして「芸妓、酌婦その他酒間の斡旋をなす業務」が位置づけられた。

### 待遇改善要求
- 1937年（昭和12年）、大阪南地では芸妓らが待遇改善を求めて「南地芸妓組合」を結成。南地に居た約1000人のうち306人の芸妓らが参加した[4]。同年2月26日には、約60人の芸妓らが参詣の名目で信貴山玉蔵院を訪れて籠城を開始[5]。大阪府警察が介入し、新検番を認可することで妥結した[6]。

## 利用法

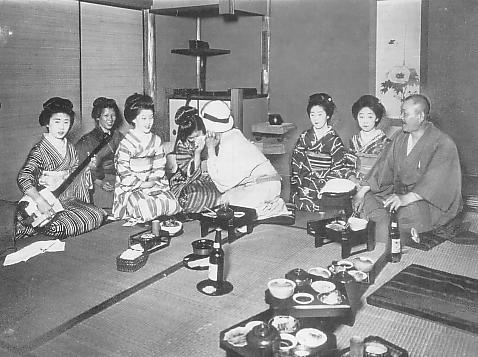
大正期の芸者遊び

通常、客は宴席を設ける料理屋にその旨を伝え、予算や希望に応じて料理屋が芸妓の手配をしてくれる。無論、指名も可能である。また、馴染みになれば直接お茶屋・置屋に芸妓を手配し、酒席に呼ぶことができる。通常、芸妓の手配や出入りができる料理屋は決まっており、どこでも呼べるわけではないので注意が必要である（料亭の項を参照）。
しかし最近では様々な緩和により加盟店以外の出入りも見受けられる（その場合、割り増しや各種の条件がつく場合もある）。当日その場でも空きがあれば手配も可能だが通常はあまりそのようなことはしない。
その料金のことを、関東では「玉代（ぎょくだい）」または「線香代」、近畿では「花代（はなだい）」などと呼ぶ。「線香代」というのは、時計のないころに線香1本が燃え尽きるまでの時間の料金だったからという。このほかに祝儀（ご祝儀）と呼ばれる一種のチップのようなものも必要となる。芸妓の料金の支払い方法は、使用した料理屋等からの請求で飲食の代金とあわせて来るのでその際に一括して支払う。

## 役割：立方と地方
芸妓には大まかに立方と地方との2種がある（京都でいう舞妓・芸子の別は、職掌としては、ほぼこの立方・地方の別に等しい）。
立方（たちかた）舞踊を主にする者
地方（じかた）長唄や清元などの唄、語りや三味線や鳴物の演奏をうけもつ者地方となるにはそれなりの修練が必要であり、通常は立方を卒業した姉芸妓が地方に廻る。そのほか、芸妓には素養としてひととおりの音曲、茶道などの修行が求められることが多い。このような事情から、昭和年間前半（1930～50年代）には、芸妓出身の女性歌手が輩出した。小唄勝太郎、市丸などが有名で、「うぐいす芸者」と称されていた。

## 娼妓との区別
芸妓はあくまでも芸を売って座の取持ちを行うのがその勤めである。しかし、江戸時代以来、芸妓もその他の遊女と同様、前借金を抱えた年季奉公であり、過去の花街は人身売買や売春の温床となっていた。大正時代には、新聞社が仲介した養女の貰い手の大半は新橋・赤坂・下谷などの芸妓屋であったという。誰でも構わず身を売ることは「不見転（みずてん）」として戒められたが、第二次世界大戦後までこうした不見転はほぼどこの土地でも見られ、置屋も積極的にこれを勧めることが多かったし、芸妓に「泊まり」として売春を強要することも多く見られた。1956年、売春防止法が制定されると芸妓を取り巻くこれらの状況に変化が起こった。「不見転」や「泊まり」を売りにした置屋は打撃を受けることとなり、そういった置屋が多くあることを売りにしていた花街は衰退した。その一方で娼妓だった者らが「芸妓」を名乗ってかつての「不見転」や「泊まり」に当たる行為を行う「枕芸者」を売りにした温泉地が地方に見られるようになった。しかし、そのような事象も昭和50年代以降は徐々に見られなくなった。
しかし、あくまで芸妓は遊女とは区別され、一流の芸妓は「芸は売っても体は売らぬ」心意気を持ち、決まった旦那に尽くし、その見返りに金銭が報われるというのがその建前になっていた。むろん、こうした実態を嫌い、芸妓は客の自由にならぬものという気概を貫きとおし、一生涯旦那を持たない名妓も多くいた。
自らの芸によって生活する芸妓は、明治以降一種のあこがれの存在としてとらえられることも多く、雑誌で人気投票が行われたり、絵葉書が好評を博したこともあった。
明治・大正時代には、名古屋を中心とする尾濃伊（尾張、美濃、伊勢）と、新潟を中心とする北越地方が芸妓の産地と言われ、東京では美妓・名妓と呼ばれる多くがそれらの出身者だった。

## 旦那

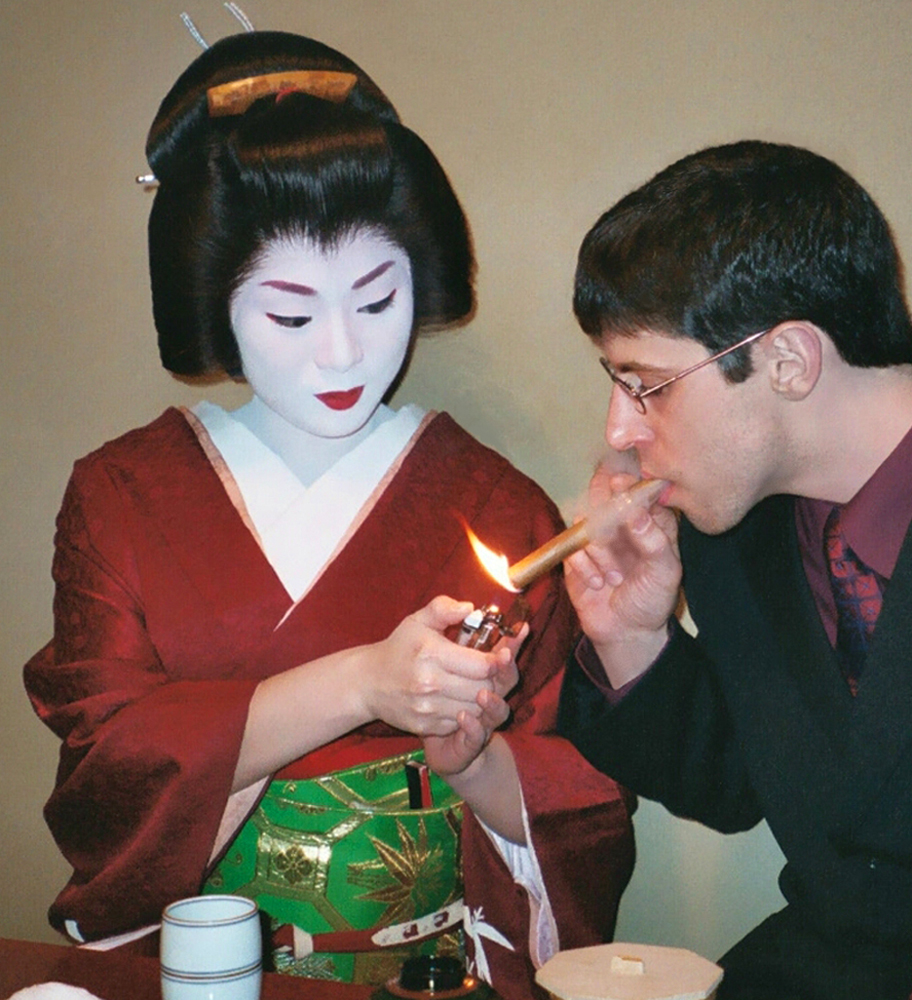
芸妓

芸妓の世界には旦那の存在があり、いわゆるパトロンやスポンサーといったような人物である。適度に援助したり協力する程度のものではなく、芸妓一人を見出し決めるとほとんど生涯にわたり世話をしてくれる。芸妓が若手見習いから一人前になるまでには多額の費用がかかる。この旦那は着物から持ち物、装飾品や生活費まで数百万円 - 数千万円負担する。なかには数億円出すことも珍しくはない。
この莫大な費用からしてみてもだれでも旦那になれるわけではなく、必然的にその土地の財界人やトップクラスの企業の経営者などで、多額の金銭をポケットマネーでまかなえる人物であった。一方の芸妓も芸妓になれば誰でも旦那がつくわけではなく、美貌と卓越した芸などが備わった芸妓である。若手の時に旦那がつけばいわゆる水揚げとなり、ある程度歳を重ねていても旦那はつく。
芸妓はその旦那につくことになり、旦那はその芸妓の一番のひいきになり面倒を見て信頼関係が構築される。芸妓には目に見えての利点がある。しかし旦那は通常家庭を持っいるため、ある程度割り切った関係でこれといった利点はない。男女関係も起こり得るが、建前は健全な協力である。旦那の利点は「男の甲斐性」である。「あの芸妓にこれだけのことをしてやった」「こんなに金を出した」という粋なはからい、周りへの財力のアピールにもなる。通常は自らの家庭と芸妓の世話の両立が原則だが、中には芸妓にのめり込みすぎて家庭が破綻したり、悪い芸妓に利用されて破産したりする者もいる。
現在ではこの旦那は皆無に近い状態である。不況や、そのような粋なことをする男性が少なくなったり、また娯楽の多様化や家庭重視、金銭的な問題等から芸妓にそれだけのことをする意味がないなど、複数の要因がある。
しかし、現在でも京都などの大都市には、わずかながら旦那が存在する。一方の芸妓にも意識の変化があり、仮に申し込んだ場合に断り通常の生活や結婚を望むという芸妓もおり、やはり時代の変化と言える。このような旦那側、芸妓側、また時代の変化により芸妓文化のある地方ではこの「旦那」は見られなくなった。

## 政治家の妻になった芸妓

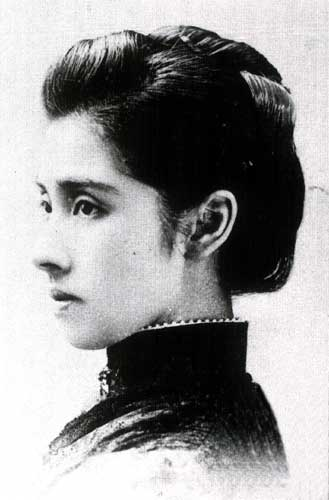
元新橋芸者、陸奥宗光妻おりう

芸妓の時代と言われる明治時代には芸妓は美貌で社交上手な女性として多くの元勲に愛され、正妻となった者も少なくない。
- 伊藤博文 - 稲荷町・小梅（伊藤梅子）
- 原敬 - 新橋・原浅 … 新橋の下級芸者の出で美貌でもなく無教養であったが人扱いがうまく、妾を経て正妻となった[11]。
- 板垣退助 - 新橋・小清（板垣清女）… 新橋金春通りの人気芸者だったが身受けされ権妻として入籍。
- 犬養毅 - 犬養千代子 … 元芸妓と言われている[12]。
- 山縣有朋 - 日本橋「吉田屋」大和（吉田貞子）[13]
- 陸奥宗光 - 新橋「柏屋」小鈴（小兼とも。陸奥亮子）
- 木戸孝允 - 京都三本木・幾松（木戸松子）
- 西園寺公望 - 新橋・玉八（小林菊子）
- 桂太郎 - 新橋「近江屋」お鯉 … 妾だが正妻病身を理由に実質的な妻として振る舞った。

## 芸妓の現状
かつて日本全国に多くの花街（花柳界）があり、日本橋平松町、博多千代、名古屋丸の内、神奈川は蒔田、井土ヶ谷、磯子、鶴見、宮内（岡山県岡山市）釜石、小樽、奈良市南市町、徳山市才ノ森、倉吉岩倉町、千葉市蓮池、富山県朝日町の泊、など全国の遊郭街芸者町に芸妓も多数いた。第二次世界大戦以後は、児童福祉法の制定によって子どもの頃から仕込むことが困難になり、更に昭和40年代には娯楽と接客の多様化により花柳界も衰退し、芸妓の数は減り続けることとなった。宴席においては、芸妓よりも安価で歳の若い「コンパニオン」と呼ばれる酌婦を呼ぶことのほうが増え、特に地方で顕著であったが、芸妓としての下積み修業を積んでも宴席に呼ばれないのでは稼げぬとして、芸妓にはならずにスナックやクラブに勤める者が増え、芸妓であった者もそれらに転業する例が多く見られた。
近年、海外では日本文化の人気に伴い芸者業に脚光が浴びせられている。オーストラリア人芸者であるフィオナ・グラハムは2007年に浅草でお披露目し、その後排除されたが、2015年には深川の芸者衆に招かれ、この地の花柳界に参加した。置屋を開いて若手を育て、海外にも芸者文化を発信している。
現在は17～18歳ほどでデビューする芸者が多い。旦那制度はほぼ無しに近い状態で、芸妓一人一人自前で着物などを用意する。
深川芸者は、通常の芸者衆の宴会仕事だけでなく、外国人に向けてさまざまな観光活動も行っている。
• 骨董市ガイドツアー
このツアーでは、専属の骨董市ガイドが、様々な骨董市を案内する。
• 若手芸者との食事
深川芸者衆の若手芸者衆と、深川の飲み屋街にある小さなカウンターバーで、宴会よりもずっと安く、手頃な値段で会える取り組み。
• 芸者宴会
東京でユニークな芸者体験ができる。
東京の伝統的な茶室で、プロの芸者衆によるプライベートな宴会が行われる。
• 芸者学校の見学
普段は非公開の芸者衆の稽古を2時間にわたって見学する。
• 芸者とのショッピングツアー
芸者衆が使うものを買うための店で、芸者と買い物を楽しめる。
• 歌舞伎ツアー
歌舞伎の歴史や舞台芸術の進化を、歌舞伎ガイドが解説する。歌舞伎の歴史や舞台の背景を知ることで、より深く歌舞伎を楽しむことができる。
• 着物ショッピング
このツアーでは、着物専門家が、男性用・女性用の美しい着物を格安で購入できるリサイクル着物店を案内する。
• 芸者とのお茶会
若手芸者による茶道の稽古を見学することができる。
• 芸者のメイクの見学
若い芸者が伝統的な化粧を施し、仕事のための衣装を選ぶのを間近に見ることができる。
• 深川芸者と屋形船で宴会
東京湾を周遊する屋形船で、日本料理の宴会を楽しめる。芸者衆がお座敷でお喋りしたり、写真を撮ったり、芸を披露してくれる。
• 鎌倉月影亭伝統的個室芸者宴会
鎌倉にある築100年の古民家で、2名以上の芸者衆による食事会を開催する。
• 東京・深川地区での伝統的な団体宴会
東京でユニークな芸者体験ができる。伝統的な茶室で食事を楽しみながら、2人の芸者がおもてなしをしてくれる。芸者の食事は2時間程度で、その間、芸者との会話や踊りを楽しむことができる。
• 着物の着付けと芸者さんとの写真撮影
着物を着て、2時間の着付け体験をする。着物の専門家と一緒に、深川芸者町にある着物屋で、自分だけの着物と帯、足袋、草履、髪飾りを選ぶ。着物についての知識、着物のコーディネート方法、着付けを学ぶことができる。

### 現在の芸者町と取り組み
後継者不足のため、花街側は頭を抱えている状況だが、地域で取り組みがなされ始めている。山形県や秋田県では会社制度に転換したりして後継者を育成し続けている。各地の温泉街、盛岡芸妓の岩手県盛岡市、さっぽろ芸妓（げいぎ）育成振興会が設立された札幌市、土佐芸妓の高知、やまがた舞子・山形芸妓の山形、下関芸者の下関、「芸子衆（げいこし）」の丸山、老舗料亭らが芸妓組合を立ち上げた横浜、「駿河芸妓まつり」や伝統芸能振興会が伝承と後継者の育成に取り組む静岡、元林院町（奈良県奈良市）木更津市（千葉県）や、大阪の花街、金沢の花街、京の花街、神戸の花街、東京の花街、新潟の花街それぞれ各地で取り組みがなされている。

（以下、具体例）
神奈川県鎌倉市
神奈川県鎌倉市にある月影亭は深川芸者が所有する日本式旅館であり、誰でも宿泊が可能である。
山形県酒田市
山形県酒田市では、1990年に「港都振興」を設立した。
新潟県新潟市

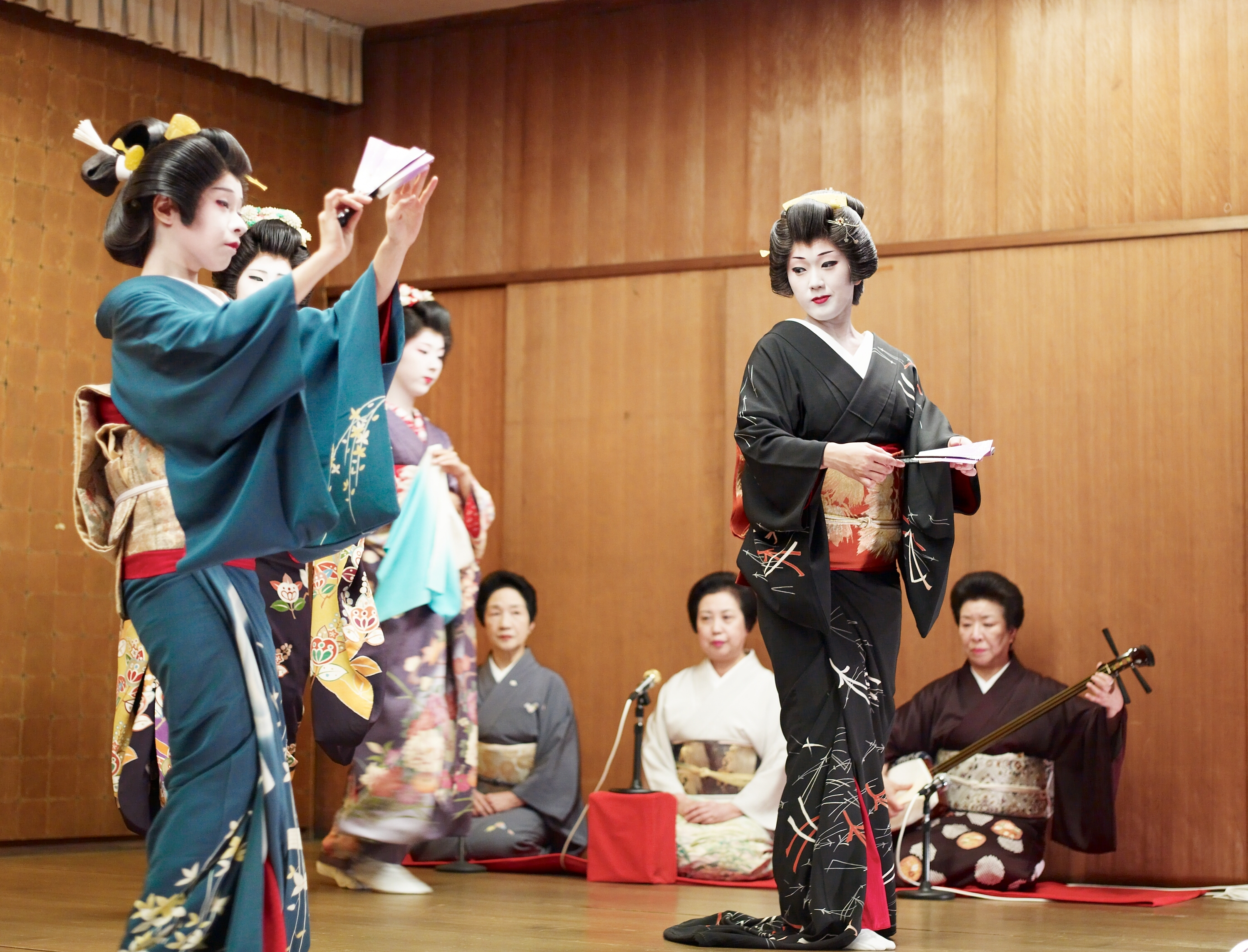
新潟芸者の舞

新潟市には、中心市街地の中央区古町を活動拠点とする古町芸妓が存在する。
古町芸妓は、最盛期には400人ほどいたが、現在では20数名程。実働は10数名となっている。後継者がいないため年々人数が減少していることから、1987年（昭和62年）に芸妓出入りの料理屋や財界人の出資により「柳都振興株式会社」が設立された。
愛媛県松山市
愛媛県松山市には大正から昭和初期の全盛期には、県内で検番が約40軒、置屋が439軒、芸妓が1350人いた。現在も芸妓の数は少なくなったが、松山検番や新検番が存在する。
兵庫県神戸市 有馬温泉
日本最古である有馬温泉には古くから芸達者な芸妓がいてその伎芸は現在も若い芸妓に伝承されている。有馬検番があり、現在置屋が4軒、梓席・田中席・わかまつ席・初音席。常に白塗りでかつら、着物で座敷にあがる（有馬温泉観光協会参照）。
温泉街だが近畿の奥座敷と呼ばれ格式が高く、遊郭のような店もなく、またその様な人（ピンクコンパニオンなど）が旅館やホテルに出入りするのも禁じられている。

## 各地の芸妓
- 京都府 : 上七軒芸妓、祇園甲部芸妓、祇園東芸妓、先斗町芸妓、宮川町芸妓
- 東京都 : 新橋芸者、赤坂芸者、神楽坂芸者、芳町芸者、向島芸者、浅草芸者、深川芸者
- 山形県 : やまがた舞子、酒田舞娘
- 福島県 : 飯坂舞歌連
- 新潟県 : 古町芸妓、岩室芸妓
- 石川県 : 金沢芸妓、片山津温泉芸妓検番
- 静岡県 : 熱海芸妓、伊豆長岡芸妓 [23]、静岡・清水芸妓[24]
- 愛知県 : 名古屋芸妓 [25]、安城芸妓
- 兵庫県 : 有馬芸妓[26]
- 高知県 : 土佐芸妓[27]
- 福岡県 : 博多券番、柳川芸妓
- 長崎県：長崎検番
- 福井県：小浜芸妓
- 秋田県：あきた舞妓[28]

### かつて存在した芸妓
- 東京都 : 辰巳芸者

## 他国の例

### 中国
1900年頃に中国を訪れた芸妓の観察によると、中国の芸娼妓は、「嫖児」と言い、三段階の階級があった。最下級が「野鶏」、その上が「長三」といって日本の半玉に当たり、場合によっては娼妓も務める。最上が「青宮人」と呼ばれ、芸妓に当たる。彼女らを仕切る親方は、男が「亀公」、女が「亀婆」と呼ばれ、それぞれが数人の嫖児を持ち、同業者と共同で大きな館を借り、これを「院房」と呼んで茶屋として営業。他に、茶館や茶楼と称してわずかな茶代で野鶏や長三を呼んで遊ぶこともできる。院房は通りから入った路地の奥にあり、城郭の外に金文字で女の名前が掲げられ、入口にいる番人が客を出迎える。客が中に入ると、十数人の嫖児が顔出しし、客はその中から好みの者を選ぶ。青宮人の場合は、客とともに書楼と呼ばれる場所に行き、そこで芸を見せる。気に入った娘がいた場合は、お茶を注ぎに来た男性従業員に耳打ちし、待合する。

### 琉球
尾類（ジュリ）と呼ばれる技芸の教養を身に付けた女性が、冊封使や首里の貴人などを辻でもてなしていた。

## 関連書籍
- 相原恭子『京都発 極上作法で魅せる舞妓さんマナー集』山海堂、2007年3月、ISBN 4381022351
- 相原恭子『京都花街もてなしの技術』小学館、2005年5月、ISBN 4093875537
- 相原恭子『京都舞妓と芸妓の奥座敷』（文春新書）、文藝春秋、2001年10月、ISBN 4166602055
- 相原恭子『舞妓さんのお道具帖 おしゃれのアイデアと、すぐに使える小物がいっぱい』山海堂、2007年11月、ISBN 9784381023315
- 相原恭子『未知の京都 舞妓と芸妓』弘文堂、2007年7月、ISBN 9784335551130
- 青山益朗『ぎをん桔梗家ものがたり』コエランス、2004年11月、ISBN 490773106X
- 浅野喜市『祇園 昭和13年～35年 浅野喜市写真集』京都書院、1990年6月、ISBN 476363142X
- 浅原須美『お座敷遊び 浅草花街芸者の粋をどう愉しむか』（光文社新書）、光文社、2003年4月、ISBN 4334031935
- 浅原須美『東京六花街 芸者さんに教わる和のこころ 新橋・赤坂・芳町・神楽坂・浅草・向島+八王子』（地球の歩き方BOOKS 地球の歩き方 GEM STONE 013）、ダイヤモンド・ビッグ社、2007年7月、ISBN 4478077894
- 浅原須美（文）、中川カンゴロー（写真）『夫婦で行く花街花柳界入門』小学館、1998年3月、ISBN 4093431345
- 井沢寿治『ぼんぼんの原風景』かもがわ出版、2000年6月、ISBN 4876995206
- 石井美代（高良留美子、岩見照代・共編）『芸者と待合』ゆまに書房、2004年6月、ISBN 4843312185
- 石田民三『京洛風流抄』「京洛風流抄」刊行会、1973年、
- 石原哲男『日本髪の世界 舞妓の髪型編』自費出版、2004年4月、
- 石原哲男『舞妓の髪型 京・先斗町』同朋舎出版、1993年5月、ISBN 4810412946
- 板倉有士郎『祇をん 舞妓の四季 板倉有士郎写真集』サンライズ印刷株式会社、1989年3月
- 井上精三『博多風俗史 遊里編』積文館書店、1968年12月、
- 井上雪『廓のおんな』（朝日文庫）、朝日新聞社、1984年9月、ISBN 4022602902 単行本：朝日新聞社、1981年、ISBN 402254807X
- 岩崎究香（岩崎峰子）『祇園のうら道、おもて道 女の舞台、一流の事情』幻冬舎、2005年10月、ISBN 4344010604
- 岩崎峰子『祇園の課外授業』集英社、2004年9月、ISBN 4087813126
- 岩崎峰子『祇園の教訓 昇る人、昇りきらずに終わる人』幻冬舎、2003年7月、ISBN 4344003586
- 岩下尚史『芸者論―神々に扮することを忘れた日本人』雄山閣、2006年10月、ISBN 4639019521
- 岩下尚史『名妓の資格―細書・新柳夜咄 芸者論2』雄山閣、2007年4月、ISBN 4639019661
- 上村敏彦『花街・色街・艶な街 色街編』街と暮らし社、2008年1月、ISBN 4901317172
- 上村敏彦『東京 花街・粋な街』街と暮らし社、2008年9月、ISBN 4901317199
- 及川和哉『ひだりづま 盛岡芸者いまむかし』八重岳書房、1991年5月、ISBN 4896461398
- 太田達ほか『京の花街―ひと・わざ・まち 』日本評論社、2009年4月、ISBN 453558561X
- 小川智恵子／語り、鈴木美代子／聞き書き『おてんばば女将の祇園昔ばなし』草思社、2007年6月、ISBN 9784794216045
- 小原源一郎（文）、板倉有士郎（写真）『京・祇園 幽玄なる伝統美の世界』日本地域社会研究所、1994年4月、ISBN 4890227385
- 柏木健一『祇園は恋し』文芸社、2004年11月、ISBN 4835580702
- 加藤政洋『花街 異空間の都市史』朝日新聞社、2005年10月、ISBN 4022598859
- 加藤政洋『京の花街ものがたり』（角川選書）、角川学芸出版、2009年8月、ISBN 4047034487
- 上七軒市まめ『舞妓のお作法』大和書房、2007年11月、ISBN 9784479781721
- 川村徳太郎（述）、田中巌（編）『新橋を語る』新橋芸妓屋組合、1931年9月、
- 菊池武徳『名士と名妓 明治史の裏面』ダイヤモンド社、1937年5月、
- 岸井良衛『女藝者の時代』青蛙房、1974年1月、、再版: 1985年10月、
- 片岡仁左衛門（文）、清岡虹子（写真）『祇園の舞妓』フジアート出版、1985年2月、ISBN 4828902961
- 桐木千寿『愛され上手になる 祇園流・女磨き』講談社、2007年3月、ISBN 9784062138413
- 熊谷康次郎（文）、濱岡昇（写真）『祇園と舞妓』淡交社、1974年
- 佐野美津子『祇園女の王国 紅殻格子のうちとそと』新潮社、1995年2月、ISBN 4104034010
- 杉田博明（文）、溝縁ひろし（写真）『京の花街祇園』淡交社、2003年5月、ISBN 4473019802
- 角田嘉久『或る馬賊芸者・伝 「小野ツル女」聞き書より』創思社出版、1980年2月、
- ライザ・ダルビー（入江恭子・訳）『芸者 ライザと先斗町の女たち』TBSブリタニカ、1985年12月、ISBN 4484851156
  - 原著: Liza Crihfield Dalby, Geisha, University of California Press, 1983, ISBN 0520047427
- 高橋利樹『京の花街「輪違屋」物語』(PHP新書)、PHP研究所、2007年8月、ISBN 4569693784
- 高橋秀彰『「一見さんお断り」の勝ち残り経営』 ~京都花街お茶屋を350年繁栄させてきた手法に学ぶ~ぱる出版、2017年4月、ISBN 9784827210507
- 高安美三子『おおきに。祇園に学ぶしなやか処世術 』扶桑社、2007年3月、ISBN 4594053432
- 田中優子『芸者と遊び日本的サロン文化の盛衰』（学研新書）、学研、2007年6月、ISBN 9784054034594
- 千谷道雄『明治を彩る女たち お梅・お須磨・ぽん太・お鯉・妻吉』文藝春秋、1985年2月、
- 千代喜久『赤坂ずっこけ芸者 お座敷ここだけの話』、幻冬舎、2005年8月、ISBN 4344010264
- 陳奮館主人『江戸の芸者』（中公文庫）、中央公論社、1989年8月、ISBN 4122016363、改版: 中央公論新社、2005年11月、ISBN 4122046181
- 蔦清小松朝じ『女はきりきりしゃん あたしは百歳現役芸者』ごま書房、1994年5月、ISBN 434117049X
- 出馬康成『芸者の粋と意地―向島 花柳界に舞う女たちの生き様』、角川学芸出版、2008年2月、ISBN 4046216069
- 内藤悦子『舞妓はんになってみませんか 京都宮川町の舞妓姉妹、君香さんと君晴さん フォトガイド写真集』第三書館、2007年9月、ISBN 9784807407125
- 中島よしゑ『和学塾 美しい日本女性の生き方』太陽出版、2007年4月、ISBN 9784884695118
- 中島よしゑ『京都・祇園流格別のおもてなし作法』亜紀書房、2007年10月、ISBN 9784750507095
- 夏栄（聞き書き・岡田喜一郎）『神楽坂芸者が教える女の作法』河出書房新社、2005年2月、ISBN 4309017002
- 中島花代『小さな芸者さん!お酌チャンno.1!』メディアファクトリー、1992年8月、ISBN 4889912592
- なでし子（高良留美子、岩見照代・共編）『やとな物語』ゆまに書房、2000年6月、ISBN 4843301019
- 浪江洋二・編『白山三業沿革史』雄山閣出版、1961年、
- 成島柳北（原著）、色部義明、小松田良平（共著）『柳北綺語』色部義明ほか、1976年、
- 南地大和屋『大和屋歳時』柴田書店、1996年8月、ISBN 4388057835
- 納屋嘉治ほか（文）、溝縁ひろし（写真）『祇園 粋（すい）な遊びの世界』淡交社、1995年4月、ISBN 4473013995
- 西尾久美子『京都花街の経営学』東洋経済新報社、2007年9月、ISBN 9784492501764
- 西川ぎん子『花柳界はこんなところでございます。お座敷の楽しみ方から芸妓とのつきあい方まで』PHP研究所、2004年8月、ISBN 4569635687
- 根岸省三『高崎のサービス業と花街史』高崎市社会教育振興会、1967年12月、
- 橋本余四郎『置屋物語 花街を彩った人々』八朔社、2005年9月、ISBN 4860140281
- 花園歌子（高良留美子、岩見照代・共編）『芸妓通』ゆまに書房、2004年6月、ISBN 4843312215
- 濱岡昇『京舞妓』京都書院、1987年6月、ISBN 4763630571
- 早崎春勇『祇園よいばなし』京都書院、1990年10月、ISBN 4763640445
- 林田亀太郎『藝者の研究』潮文閣、1929年5月、
- 舟橋聖一『風流抄』文藝春秋新社、1954年12月、
- ジョン・フォスター『京舞妓百景 ジョン フォスター写真集』東方出版、2006年12月、ISBN 4862490484
- 蒔田耕『牛込華街読本』牛込三業会、1937年11月、
- 増田小夜『芸者―苦闘の半生涯』平凡社ライブラリー、1995年11月（1957年刊の増補改訂版）、ISBN 4582761224
- 溝縁ひろし『京都祇園』光村推古書院、1996年7月、ISBN 4838101716
- 溝縁ひろし『京都花街 祇園甲部・宮川町・上七軒・先斗町・祇園東』光村推古書院、2002年7月、ISBN 4838103034
- 溝縁ひろし『京都先斗町』光村推古書院、1997年8月、ISBN 4838102070
- 溝縁ひろし『京舞妓歳時記 溝縁ひろし写真集』東方出版、1995年8月、ISBN 4885914361
- 溝縁ひろし『祇をん市寿々』小学館、2000年10月、ISBN 4096813222
- 溝縁ひろし『祇園 今に生きる伝統美』日本交通公社、1985年4月
- 溝縁ひろし 『祇園・舞ごよみ』京都書院、1992年4月、ISBN 4763631950（のち文庫・京都書院アーツコレクション 写真 で

1998年6月、ISBN 4763616420）
- 溝縁ひろし『祇園舞妓抄』吉村書房、1978年4月
- 溝縁ひろし（京都新聞出版センター・編）『はんなりと 京舞妓の四季』京都新聞出版センター、2004年4月、ISBN 4763805347
- 三田村鳶魚『花柳風俗』中央公論社、1998年10月、ISBN 4122032717
- みな子（長尾みつ）『華より花』主婦と生活社、2009年4月、ISBN 978-4-391-13649-4
- 三宅 小まめ、森田 繁子（共著）『「祇園」うちあけ話―お茶屋のこと、お客様のこと、しきたりのこと』（PHP文庫）、PHP研究所、2004年7月、ISBN 4569662250（『聞き書き 祇園に生きて』同朋舎・発売：角川書店、2000年5月、ISBN 4810426084 を改題）
- 宮川はるの「京の花街文化考」・「花街における教育」日本繊維新聞社出版『和遊』創刊号、2007年、2008年
- 山口公女『すっぴん芸妓―京都・祇園のうっかり日記』ローカス、2007年1月、ISBN 9784898147085
- 山口富美恵『芸者雪そのの青春』集英社、1986年5月、ISBN 4087750841
- 山本雅子『お茶屋遊びを知っといやすか』廣済堂出版、2001年1月、ISBN 4331507475
- 依田義賢（文）、濱岡昇（写真）『舞妓の四季』（駸々堂ユニコンカラー双書）、駸々堂出版、1975年
- 渡辺憲司監修『大人の教養を愉しむ 祇園のしきたり』(青春新書)、青春出版社、2009年7月、ISBN 4413042425
- 渡会恵介『京の花街』大陸書房、1977年6月